# 알랭 바리에르
알랭 바리에르(Alain Barrière, 본명은 알랭 벨레크(Alain Bellec), 1935년 11월 18일 ~ 2019년 12월 18일)는 프랑스의 싱어송라이터이다.

## 생애
1956년 가수로 첫 데뷔하였고 1960년 프랑스 멘 에 루아르 주 앙제 파리테크 국립고등기술공예학교를 전문학사 학위하였다.

## 유명세
보통 그는 일반적으로 대한민국 국내에서는 《Un poéte》라는 노래와 《Elle était si jolie》라는 노래의 오리지널 원곡 가수로 널리 잘 알려져 있다.